# Casa William Goadby Loew
La Casa William Goadby Loew  es una casa histórica ubicada en Nueva York, Nueva York. La Casa William Goadby Loew se encuentra inscrita  en el Registro Nacional de Lugares Históricos desde el 15 de julio de 1982. 

## Ubicación
La Casa William Goadby Loew se encuentra dentro del condado de Nueva York en las coordenadas 40°47′06″N 73°57′20″O / 40.785, -73.955556.